# بيري ر. كوك
بيري ر. كوك (بالإنجليزية: Perry R. Cook)‏ هو مهندس وعالم حاسوب أمريكي، ولد في 28 نوفمبر 1955.

## وصلات خارجية
- الموقع الرسمي